# Kudlu
Kudlu è una suddivisione dell'India, classificata come census town, di 23.328 abitanti, situata nel distretto di Kasaragod, nello stato federato del Kerala. In base al numero di abitanti la città rientra nella classe III (da 20.000 a 49.999 persone).

## Geografia fisica
La città è situata a 12° 33' 32 N e 74° 58' 34 E.

## Società

### Evoluzione demografica
Al censimento del 2001 la popolazione di Kudlu assommava a 23.328 persone, delle quali 11.534 maschi e 11.794 femmine. I bambini di età inferiore o uguale ai sei anni assommavano a 2.987, dei quali 1.336 maschi e 1.651 femmine. Infine, coloro che erano in grado di saper almeno leggere e scrivere erano 18.235, dei quali 9.456 maschi e 8.779 femmine.